# Hindreus leleupi
Hindreus leleupi is een hooiwagen uit de familie echte hooiwagens (Phalangiidae).